# Vila Nova de Gaia
Vila Nova de Gaia (eller bare Gaia) er en by i det nordlige Portugal, med et indbyggertal (pr. 2007) på cirka 310.000. Byen ligger i landets Nordregion, syd for byen Porto og ved bredden af floden Douro.
- Wikimedia Commons har flere filer relateret til Vila Nova de Gaia

1. ↑  National Institute of Statistics, hentet 19. september 2022 (fra Wikidata).